# Gladiolus quadrangulus
Gladiolus quadrangulus là một loài thực vật có hoa trong họ Diên vĩ. Loài này được (D.Delaroche) Barnard miêu tả khoa học đầu tiên năm 1970.